# Solieria pacifica
Solieria pacifica är en tvåvingeart som först beskrevs av Johann Wilhelm Meigen 1824.  Solieria pacifica ingår i släktet Solieria och familjen parasitflugor. Arten är reproducerande i Sverige. Inga underarter finns listade i Catalogue of Life.